# Chiesa di San Pantaleone (Ponteranica)
La chiesa di San Pantaleone  è un luogo di culto cattolico di Ponteranica in via Leone XIII, nella parte più antica del paese.

## Storia
La costruzione delle chiesa risale al XVI secolo. La prima citazione è indicata da Giovanni Da Lezze nel 1596 che la descrive come la chiesa nova di fronte alla parrocchiale. La chiesa fu poi ricostruita nel Settecento, nelle forme neoclassiche. La dedicazione a san Pantaleone, nasce dalla devozione popolare di Ponteranica, dopo che un operaio cadde dalla torre campanaria della chiesa parrocchiale dei Santi Vincenzo e Alessandro. L'uomo cadendo si era affidato al santo di Nicodemia, e non avendo riportato nessuna conseguenze, si dichiarò che avesse ricevuto un miracolo, per questo al santo fu dedicato l'edificio sacro e conseguente la sua ricostruzione. San Pantaleone è il terzo santo patrono della località.
Si deve al XX secolo la pavimentazione del sagrato con la formazione della torre campanaria della parrocchiale

## Descrizione

### Esterno
La facciata della chiesa si affaccia sull'ampio sagrato, con di fronte la chiesa parrocchiale dedicata ai santi Alessandro e Vincenzo mentre a sinistra la cappella del battistero a forma ottagonale. Il fronte è delimitato da lesene, e diviso in due sezioni da una cornice marcapiano coperta da coppi. Nella sezione inferiore vi sono l'ingresso e due finestre laterali con cornicioni in marmo di Zandobbio e protette da una inferriata. Una finestra sagomata è presente nella sezione superiore. Il fronte termina con il timpano triangolare.

### Interno
La chiesa a unica navata divisa in tre campate da semicolonne che reggono il cornicione è a pianta rettangolare. Dal cornicione parte la volta a botte nella prima e terza campata, mentre quella centrale ospita la cupola. La zona presbiteriale, rialzata da due gradini, si conclude con il coro absidato avente copertura a catino.
L'aula conserva alcune tele di Antonio Cifrondi: San Pantaleone resuscita un bambino morso da un vipera e fa morire l'animale velenoso, San pantaleone nella fossa delle belve viene liberato da Cristo apaprto nelle fattezze del suo maestro Ermolao, San Pantaleone sottoposto alla tortura della ruota, e quello che probabilmente era appeso a decorazione della volta:  San Pantaleone in gloria. Du edipinti di misura inferiore raffigurano Sacrificio di Isacco e  Isacco benedice Giacobbe.  Queste furono realizzate dal pittore clusonese intorno al 1690, sono considerarsi quindi fra le sue prime opere. Del medesimo artista vi è il dipinto conservato nella sacrestia: Transito di san Giuseppe.